# Hermann Sohn
Hermann Sohn (* 5. April 1895 in Esslingen-Mettingen; † 14. Mai 1971 in Esslingen am Neckar) war ein deutscher Kunstpädagoge und Künstler.

## Leben
Hermann Sohn wurde 1895 als Sohn eines Weingärtners in Esslingen-Mettingen geboren. Nach der Schulzeit  absolvierte er im Esslinger Schreiber-Verlag eine Lehre als Lithograph. Von 1911 bis 1913 studierte er an der Kgl. Kunstgewerbeschule Stuttgart bei Bernhard Pankok. Anschließend war er als Gebrauchsgrafiker tätig. Während des Ersten Weltkriegs schwer verwundet, wurde er 1916 als Invalide aus dem Militärdienst entlassen. Von 1918 bis 1922 studierte er Malerei an der Stuttgarter Akademie der bildenden Künste bei Christian Speyer, Christian Landenberger, Adolf Hölzel, Arnold Waldschmidt und Heinrich Altherr. Dort lernte er auch Willi Baumeister und Oskar Schlemmer kennen. Nach kubistischen und konstruktivistischen Anfängen wandte er sich unter dem Einfluss Altherrs dem Expressionismus zu. 1923 wird er Mitglied der Stuttgarter Sezession. 1925 ermöglichte ihm ein Stipendium einen zweijährigen Studienaufenthalt in Berlin, wo er von dem Kunsthändler Alfred Flechtheim gefördert wird. Nach der Machtergreifung der Nationalsozialisten wurde 1937 ein Arbeits- und Ausstellungsverbot gegen ihn verhängt. Nach Kriegsende 1946 wurde er als Professor für Malerei an die Stuttgarter Akademie der bildenden Künste berufen, wo er bis 1962 tätig war. Nach seiner Emeritierung lebte er als freischaffender Künstler in Esslingen am Neckar.

## Werke (Auswahl)
- Selbstporträt, 1918/19 Öl/Kt 43 × 37,5 cm
- Dorf bei Nacht, 1923 Öl/Lw 72 × 137 cm
- Komposition, 1924 Aquarell
- Kriegsinvalide, 1928 Öl/Sperrholz 43 × 46
- Selbstbildnis mit Flasche, 1929, Öl/Lw 120 × 111 cm
- Gepäckträger, 1929, Öl/Lw 110 × 84 cm
- Verwundeter Soldat (Selbstbildnis), 1929, Öl/Lw 95 × 15 cm
- Beim Friseur, 1932, Öl/Lw 102,5 × 85 cm
- Die schwarzen Männer, 1934, Öl/Lw 150 × 200 cm
- Kristallnacht, 1938, Öl/Lw 105 × 87 cm
- Kürbis-Stillleben, 1947, Öl/Lw 44,3 × 65,2 cm
- Blühende Bäume, 1950, Öl/Lw 71 × 90 cm
- Bildnis Reinhold Nägele, 1954, Öl/Lw 71,5 × 57,5
- Japanisches Ballett, 1956, Pastell 44 × 62 cm
- Maler mit Lampe, 1957, Öl/Lw 115 × 90 cm
- Ostern in Arles, 1964 Öl/Lw 110 × 87